# Lo que queda del día
Los restos del día (retitulada en España Lo que queda del día tras el estreno, con ese mismo título, de su adaptación cinematográfica) es una novela de 1989 del escritor británico de origen japonés, y ganador del Premio Nobel de Literatura 2017, Kazuo Ishiguro. Una adaptación cinematográfica, realizada en 1993 y protagonizada por Anthony Hopkins y Emma Thompson, fue nominada a ocho premios Óscar. En 2022, se incluyó la novela en la lista "Big Jubilee Read" de 70 libros de autores de la Mancomunidad de Naciones, seleccionados para celebrar el Jubileo de Platino de Isabel II. 

## Sinopsis
Mister John Farraday se dispone a viajar a su país, los Estados Unidos, y le sugiere a su mayordomo que se llamaba Stevens, que, durante su ausencia, podría coger su Ford y pasar unos días fuera, en lugar de quedarse encerrado en la mansión de Darlington Hall, que mister Farraday adquirió tras la muerte de lord Darlington, anterior patrón de Stevens. 
Ahora, tras la transacción, la servidumbre la componen cuatro personas, muy pocas para tanto trabajo. Ante la posibilidad de contratar a una persona más, Stevens decide hacer el viaje y visitar a miss Kenton, a la cual cree, debido a una carta, deseosa de volver a la mansión, en la cual trabajó como ama de llaves antes de casarse, y que ahora vive separada. 
Emprende, pues, el viaje, admirando el paisaje inglés, al tiempo que expone consideraciones sobre su profesión, recuerda a su padre, también mayordomo, y rememora el tiempo en que miss Kenton trabajaba en Darlington Hall. Por aquel entonces, se celebró en esta mansión una reunión extraoficial de personalidades influyentes con el fin de intentar que se mitigasen algunos aspectos del Tratado de Versalles, que, tras la Gran Guerra, oprimía en exceso a la derrotada Alemania, según la opinión de lord Darlington. Durante esta reunión, fue cuando murió el padre de Stevens, que debido a su avanzada edad, trabajaba en la mansión como ayudante de su hijo. 
Tras varias jornadas de viaje y varias peripecias, Stevens llega finalmente a la ciudad donde vive miss Kenton, ahora mrs Benn. Allí se reúne con ella y tras un par de horas de conversación se entera de que ha vuelto junto a su marido, y se da cuenta de que en realidad ella no tenía intención de volver a trabajar como ama de llaves en la mansión de Darlington Hall, que esto había sido solamente una deducción errónea por su parte. También descubre que se casó con mister Benn más para fastidiarle a él que por verdadero amor, pues ella había estado secretamente enamorada de él. Pero con el paso del tiempo sí ha llegado a amar a su marido, y ahora la hija de ambos está a punto de ser madre. Con la despedida, termina el viaje de ida de Stevens.

## Capítulos
La novela, dedicada A la memoria de mrs Leonore Marshall, se divide en ocho partes:
- Prólogo: julio de 1956 · Darlington Hall
- Primer día por la noche · Salisbury
- Segundo día por la mañana · Salisbury
- Segundo día por la tarde · Mortimer's Pond, Dorset
- Tercer día por la mañana · Taunton, Somerset
- Tercer día por la tarde · Moscombe, cerca de Tavistock, Devon
- Cuarto día por la tarde · Little Compton, Cornualles
- Sexto día por la tarde · Weymouth

## Personajes
- Stevens, el narrador, un mayordomo inglés que trabaja en Darlington Hall; un hombre devoto con altos estándares que está particularmente preocupado por la dignidad y por mantener distancia (ejemplificado por el hecho de que el lector nunca se le revela su nombre).
- Kenton, el ama de llaves de Darlington Hall, quien más tarde se casa como la señora Benn, una sirviente extremadamente capaz y digna, que ayuda a Stevens a administrar Darlington Hall. A medida que pasa el tiempo, ella y el señor Stevens desarrollan un vínculo duradero.
- Lord Darlington, el propietario de Darlington Hall. Una conferencia que celebra entre diplomáticos de alto rango es, en última instancia, un intento fallido de implementar una política de apaciguamiento entre las potencias inglesa y alemana, así como un acercamiento a la Alemania nazi, lo cual provoca su decadencia política y social.
- William Stevens, el padre de 72 años de Stevens, que se desempeña como mayordomo adjunto. Sufre un derrame cerebral grave durante la conferencia en Darlington Hall. Da la pauta del medio social en que creció Stevens.
- Senador Lewis, un senador estadounidense que critica la germanofilia Lord Darlington y por ser un "aficionado" en política.
- El joven Cardinal, hijo de uno de los amigos más cercanos de Lord Darlington y periodista. Muere en Bélgica durante la Segunda Guerra Mundial.
- M. Dupont, un político francés de alto rango que asiste a la conferencia de Lord Darlington.

En su viaje en auto, Stevens entra brevemente en contacto con varios otros personajes. Son espejos de Stevens y muestran al lector diferentes facetas del mismo. Dos en particular, el Dr. Carlisle y Harry Smith, destacan temas del libro.

## Publicación
Lo que queda del día fue publicado por primera vez en el Reino Unido por Faber and Faber en mayo de 1989,  y en los Estados Unidos por Alfred A. Knopf el 4 de octubre de 1989. 

## Recepción
Lo que queda del día es una de las novelas británicas de posguerra más respetadas. En 1989, la novela ganó el Premio Booker.  Ocupa el puesto 146 en una lista compuesta, compilada por Brian Kunde de la Universidad de Stanford, de la mejor ficción en lengua inglesa del siglo XX. 
En 2006, The Observer pidió a 150 escritores y críticos literarios que votaran por la mejor novela británica, irlandesa o de la Commonwealth de 1980 a 2005; Lo que queda del día quedó en octavo lugar.  En 2007, Lo que queda del día se incluyó en una lista de The Guardian de "Libros sin los que no puedes vivir"  y también en una lista de "1000 novelas que todo el mundo debe leer" de 2009.  The Economist ha descrito la novela como el "libro más famoso" de Ishiguro. 
El 5 de noviembre de 2019, BBC News incluyó Lo que queda del día en su lista de las 100 novelas más influyentes.
En una reseña retrospectiva publicada en The Guardian en 2012, Salman Rushdie sostiene que "la verdadera historia... es la de un hombre destruido por las ideas sobre las que ha construido su vida".  En opinión de Rushdie, la obsesión de Stevens por la moderación digna le ha costado las relaciones amorosas con su padre y con la señorita Kenton. 
Kathleen Wall sostiene que la novela "puede considerarse que trata sobre los intentos de Stevens de lidiar con sus recuerdos e interpretaciones poco confiables y los estragos que su deshonestidad ha causado en su vida" (énfasis en el original).  En particular, sugiere que la obra desafía los relatos académicos del narrador sospechoso. Wall señala que el efecto irónico de la narración de Stevens depende de que el lector asuma que describe los acontecimientos de forma fiable, al tiempo que los interpreta de manera interesada o peculiar. 
Según Steven Connor, Lo que queda del día tematiza la idea de la identidad nacional inglesa. En opinión de Stevens, las cualidades de los mejores mayordomos, que implican contener las emociones personales en favor de mantener las apariencias, se "identifican como esencialmente inglesas".  Connor sostiene que los primeros críticos del libro, que la vieron como una novela sobre la identidad nacional japonesa, estaban equivocados: "parece no haber duda de que es el carácter inglés lo que está en juego o bajo análisis en esta novela". 

## Adaptaciones
- La novela fue adaptada a una película del mismo nombre en 1993. Dirigida por James Ivory y producida por Ismail Merchant, Mike Nichols y John Calley (es decir, Merchant Ivory Productions ), la película fue protagonizada por Anthony Hopkins como Stevens y Emma Thompson como Miss Kenton. El elenco de reparto incluía a Christopher Reeve como el congresista Lewis, James Fox como Lord Darlington, Hugh Grant como Reginald Cardinal y Peter Vaughan como el Sr. Stevens, Sr. La adaptación cinematográfica fue nominada a ocho premios de la Academia. En la película, el hombre que compró Darlington Hall es el congresista Lewis, ya retirado de la política.
- Una adaptación de una obra de radio en episodios de dos horas de duración protagonizada por Ian McDiarmid se transmitió por primera vez en BBC Radio 4 los días 8 y 15 de agosto de 2003. [15] [16]
- En 2010 se representó una adaptación musical de la novela de Alex Loveless  en el Union Theatre de Londres,  [17] y recibió críticas positivas.  [18] [19]

## Otras lecturas
- Kakutani, Michiko (22 de septiembre de 1989). «An Era Revealed in a Perfect Butler's Imperfections». The New York Times (en inglés estadounidense). ISSN 0362-4331.
- «Kazuo Ishiguro discusses The Remains of the Day», World Book Club, UK: BBC.
- Book guide, UK: Faber, archivado desde el original el 27 de marzo de 2010.
- Freienstein, Peter and Paul W. Maloney, Imagining Mr Stevens. Approaches to Ishiguro's Lo que queda del día. Tredition Verlag Hamburg, 2022.

| Predecesor                       | Premios de Lo que queda del día | Sucesor                 |
| -------------------------------- | ------------------------------- | ----------------------- |
| Oscar and Lucinda de Peter Carey | Premio Booker (1989)            | Posesión de A. S. Byatt |

- Datos: Q829934